# Acide carglumique
L'acide carglumique est le principe actif d'un médicament orphelin.
L'acide carglumique est utilisé pour le traitement de l'hyperammoniémie chez les patients avec un déficit en N-acétylglutamate synthase,.
Aux États-Unis, la Food and Drug Administration (FDA) a approuvé ce traitement de l'hyperammoniémie le 18 mars 2010,. 
En France, depuis le 8 janvier 2014, il a obtenu l’autorisation de mise sur le marché (AMM) dans le traitement des hyperammoniémies secondaires aux acidémies organiques (isovalérianique, méthylmalonique, propionique).